# Chiasmus karachiensis
Chiasmus karachiensis är en insektsart som beskrevs av Ahmed, M. och Qadeer. Chiasmus karachiensis ingår i släktet Chiasmus och familjen dvärgstritar. Inga underarter finns listade i Catalogue of Life.